# Zelena
Zelêna je barva svetlobe z valovno dolžino 490-570 nm. Je ena od aditivnih primarnih barv, njena komplementarna barva je magenta. Številni slikarji še vedno uporabljajo tradicionalno teorijo barv, v kateri je komplementarna barva zelene rdeča.
Zelena barva je v naravi pogosta. Večina rastlin je zelenih, prvenstveno zaradi kompleksne biokemijske spojine, imenovane klorofil.
Približno 5 % ljudi prizadane barvna slepota ali daltonizem. Med oblikami te bolezni je najpogostejši rdeče-zeleni daltonizem (3-4 % vse populacije). Ljudje, ki jih je prizadela ta bolezen, imajo težave pri razlikovanju med odtenki rdeče in zelene barve.

## Odtenki zelene
- angleško zelena
- kobaltno zelena
- švajnfurtsko zelena
- Viktorijino zelena
- zelena Paula Veroneseja